# Liste de types d'ARN
Ceci est une liste de différents types d'ARN observés dans la nature. Certaines catégories sont très larges, d'autres se limitent à un seul ARN.

## Différents types d'ARN
Dans la cellule ou in vitro, il existe donc plusieurs types ou catégories d'ARN :
- ARNg : ARN génomique (ARN double brin qui constitue le génome de certains virus).
- ARN guide (guide RNA) : petits ARN transcrits de 50 à 70 nucléotides qui jouent un rôle de matrice d’ARN pour l’ADN-télomérase.
- ARNi : ARN interférant (interférence par ARN) ; molécule d’ARN capable de contrôler l’expression de gènes situés sur des ARN viraux (en se fixant par complémentarité sur leur séquence nucléotidique). Ce principe est utilisé en biologie moléculaire pour inhiber l’expression d’un gène de façon spécifique.
- ARN messager ou ARNm : il est formé par transcription d'un gène de l'ADN dont il est la copie. Son rôle consiste à transporter l'information génétique recueillie du noyau vers le cytoplasme où elle sera traduite en protéine par les ribosomes du réticulum endoplasmique.
- ARN prémessager ou pré-ARN messager ou pré-ARNm : ARN précurseur des ARNm, subit des modifications post-transcriptionnelles aboutissant à l'obtention de l'ARNm.
- ARNnm : ARN non messagers ; c’est-à-dire des ARN qui ne sont pas traduits en protéines.
- ARN positif : ARN viral à polarité positive qui peut être traduit directement par les ribosomes de la cellule infectée. Dans le cas des ARN viraux à polarité négative, une transcriptase virale les transcrit en ARN à polarité positive afin qu’ils puissent être traduits en protéines.
- ARN de transfert ou ARNt : ils servent à « traduire » les codons de l'ARNm en acides aminés. Ce sont des molécules qui se placent sur les sites du ribosome où va être lu l'ARN messager. Un ARNt est un brin court qui a un anticodon sur sa boucle, et un acide aminé attaché à l'autre extrémité et qui sera transféré à la protéine en formation.
- ARNt-aminoacyl : ARN de transfert (ARNt) chargé, c’est-à-dire un ARNt portant son acide aminé.
- ARNtm: essentiels pour la plupart des bactéries, ces ARN ont une fonction hybride entre celle d'un ARNt et un ARNm. Ils servent à libérer les ribosomes bloqués lors de la traduction d'ARNm accidentellement tronqués, en aiguillant la lecture sur eux-mêmes (fonction ARNm) et en chargeant les ribosomes manquants de codons suivants (fonction ARNt forcée afin de permettre la translocation traductionnelle). La courte séquence peptidique codée par la fonction ARNm est fusionnée à la protéine naissante mais incomplète et constitue un signal cible des protéases intracellulaires (p.ex. ANDENYALAA chez E. coli). Ainsi non seulement les ribosomes sont libérés du blocage accidentel et peuvent être réutilisés, mais les protéines et l'ARN incomplets sont aussi détruits et également recyclés.
- ARN ribosomique ou ARNr : il représente 80 % de l'ARN total d'une cellule. Associé à des protéines, il forme le ribosome qui constitue la tête de lecture de l'information génétique transcrite par l'ARN messager.
- ARNt isoaccepteurs : différents ARN de transfert capables de porter le même acide aminé.
- ARN antisens (aRNA) : ARN complémentaire d'une portion d'un autre ARN et inhibant sa fonction. Les ARN antisens peuvent être des éléments naturels de régulation (exemple : les ARN MIC). Ils peuvent être également obtenus par génie génétique.
- ARN MIC : classe particulière d'ARN antisens, complémentaire de l'extrémité 5' d'un ARNm et inhibant sa fonction. Les ARN MIC sont des éléments naturels de régulation.
- ARN monocistronique : ARN ne comportant qu'une seule information génétique. Un cistron est une région du génome qui ne porte qu'une seule information génétique transcrite en ARN. Ce terme vient de l'emploi du test" cis-trans" utilisé, en génétique classique, pour mettre les cistrons en évidence chez les bactéries. Pour un ARNm, un cistron correspond à un seul polypeptide.
- ARN polycistronique : ARN messager contenant plusieurs cistrons, et donc codant plusieurs chaînes polypeptidiques distinctes.
- ARN nucléaire de grande taille ou ARN nucléaire hétérogène : ARN nucléaire résultant d'une transcription par la polymérase II. Ces ARN sont hétérogènes en taille et peu stables.
- ARN recombinant : molécule d'ARN composée de fragments d'origines distinctes réunis in vitro par une ARN ligase.
- ARN satellite : ARN qui peut accompagner certains virus. L'ARN satellite, encapsidé, est spécifique de chaque virus, et ne peut se répliquer sans lui.
- petits ARN nucléaires ou ARNsn : ARN de la machinerie d'épissage ou splicéosome. Ils sont associés à des protéines au sein de particules ribonucléoprotéiques appelées snRNP ou parfois "snurps".
- petits ARN nucléolaires ou snoARN : ARN guides participant à l'incorporation de modifications chimiques dans d'autres ARN. Les deux principales modifications sont la méthylation de la position 2' du ribose et la pseudouridylation (transformation de l'uridine en pseudouridine).
- aptamères : ARN artificiels sélectionnés "in vitro" pour une propriété particulière de fixation d'un ligand ou de catalyse enzymatique.
- ARNnc (ARN de non-codage; voir aussi "ARNnm", ci-dessus). La plupart des ARN ne code pas une protéine (97 % selon Mattick[1]).  Certains de ces ARNnc ont des rôles de régulateur de processus métaboliques (voir ci-dessus). Une grande partie peut simplement être sans signification, mais elle pourrait également servir d'autres rôles tels que les codages postulés des éléments d'action; (voir après) :

## Confusion
Malgré son nom, l'ARN polymérase n'est pas un ARN mais une enzyme catalysant la synthèse d'ARN à partir d'ADN, de la même manière que l'ADN polymérase n'est pas un ADN mais l'enzyme qui catalyse la synthèse d'ADN à partir d'ADN. Il s'agit en effet, consacrées par l'usage, des transpositions en français de l'anglais « RNA polymerase » et « DNA polymerase » où l'on s'est contenté de remplacer chaque sigle anglais par son correspondant français, et de rajouter plus loin un accent, sans changer l'ordre des mots. Les traductions proprement dites seraient, respectivement, "polymérase à ARN" ou "polymérase-ARN dépendante" et "polymérase à ADN" ou "polymérase-ADN dépendante", ce qui conduirait sans confusion au sens indiqué.